# バーミンガム・バッテリー・アンド・メタル
座標: 北緯52度26分32秒 西経1度56分18秒 / 北緯52.44222度 西経1.93833度

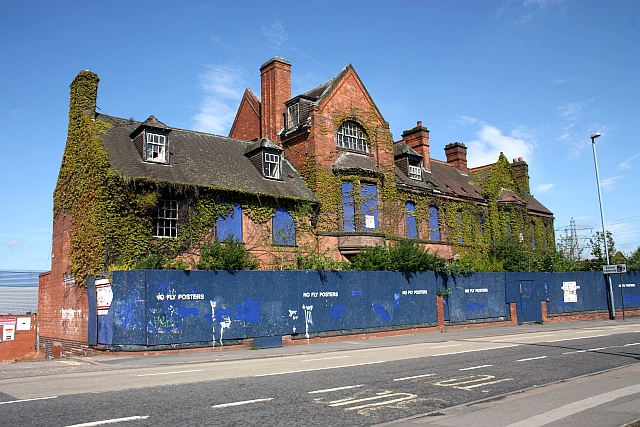
1871年に建てられ、2009年に解体された、セリー・オークのバーミンガム・バッテリー・アンド・メタル旧社屋。2009年撮影。

バーミンガム・バッテリー・アンド・メタル (Birmingham Battery and Metal Company) は、1836年に創業したイギリスの企業で、創業時の工場はイングランド中部バーミンガム、ディグベス (Digbeth) にあった。
この会社の名には「バッテリー」という言葉が入っているが、これはバッテリー（電池）を製造していたというわけではなく、金属製品の製造、形成手法を表す（蒸気の力を利用して圧延を行う手法を広く指す）用語である。

## 歴史
1850年の史料で、同社は「真鍮板と管の製造業者」と表現されていた。
その後、バーミンガム・バッテリー・カンパニー (Birmingham Battery Company) という社名を掲げるようになる。1871年に新たな工場がセリー・オークに建設され、1876年にはすべての生産機能がディグベスから移された。セリー・オークの敷地は、銅の精錬施設や。製管工場、圧延工場、ダドリー運河 (Dudley Canal) に面した船着き場などの建設により、拡張されていった。
バーミンガム・バッテリー社が発行した日記には、同社の歴史について興味深い説明がいろいろ記されている。

1世紀近く前、当社の創業者が、バーミンガムのディグベスに、真鍮の鍋を製造する事業を興しましたが、これはいくつものハンマーを組み合わせた「バッテリー」と呼ばれる仕組みによって、平らな板を叩いて成形するものでした。この叩き出しの工程は、バッテリー工程と呼ばれ、こうして製造された鍋は単に「バッテリー」とか、バッテリー・パン（鍋）と称されていました。

ハンマーは、木製の歯車が組み込まれたホイールで動かされ、重いハンマーは成形に用いられ、軽いハンマーは仕上げ用でした。製造される鍋の大きさは直径数インチのものから数フィートのものまで様々で、深さもいろいろありました。ハンマーの動力は当初は水力で、重さも様々でした。軽いハンマーは毎分200回まで叩くことができました。

しかし、やがて、より安く製造できる打ち抜き加工が普及するようになると、叩き出し鍋の需要は後退し、1885年ころには、当社も叩き出し鍋を製造を打ち切りました。

その頃、当社は既に圧延工場や製管工場をディグベスにもセリー・オークにも所有しておりましたが、企業名は真鍮や銅の管、板、その他の製造と強く結びついて定着し、親しまれていましたので、社名には「バッテリー」という言葉が残ることになりました。
バーミンガム・バッテリー社の経営は、1980年代に困難な状態に陥り、廃業を余儀なくされた。セリー・オークの工場敷地跡は、小売り商業施設バッテリー・リテール・パーク (the Battery Retail Park) として再開発された。

## ギビンズ家
1850年の時点で経営者であった、トマス・ギビンズ（Thomas Gibbins、1796年4月22日 - 1863年9月15日）、父ジョセフ・ギビンズ（Joseph Gibbins、1756年5月18日 - 1811年5月31日）と母マーサ・ベヴィントン（Martha Bevington、1758年10月12日 - 1827年7月2日）の間に生まれた。トマス・ギビンズは1837年に、絹商人であったリチャード・タッパー・キャドバリー (Richard Tapper Cadbury) の末娘エマ・ジョエル・キャドバリー（Emma Joel Cadbury、1811年1月11日 - 1905年4月26日）と結婚した。
ギビンズ家は、セリー・オーク・パーク（公園）やセリー・オーク図書館を地域住民に寄贈するなど、慈善活動家でもあった。
セリー・オークのギビンズ・ロード (Gibbins Road) は、トマス・ギビンズが当時この地域の行政を担っていた都市地区議会 (Urban District Council) に公園を寄贈したことを記念して名付けられたものである。公園は1899年に完成し、移管された。その後さらに、バーミンガム・バッテリー社が土地を寄贈し、公園はダドリー運河まで拡張された。

## 映画
デイル・オキーフ (Dale O'Keeffe) 監督の短編映画『Take Only Photographs, Leave Nothing But Footprints（とるのは写真だけ、残すのは足跡だけ）』（2009年）は、解体される2か月前のバーミンガム・バッテリー・アンド・メタル社の旧施設の内部を撮影した作品である。映画には、この建物が、心ない破壊者や薬物中毒者などの行為によって、修理しがたいほどの状態に陥った様子が捉えられている。